# Долговка
Долго́вка (рос. Долговка) — село у складі Куртамиського округу Курганської області, Росія.
У період 1924-1930 років село Долговське (сучасна Долговка) було центром Долговського району, у період 1949-1956 років село Долговка було центром Косулинського району.
Населення — 607 осіб (2010, 873 у 2002).
Національний склад станом на 2002 рік:
- росіяни — 98 %